# سؤال!
«سؤال!» (به انگلیسی: !Question) تک‌آهنگی از گروه موسیقی پراگرسیو متال سیستم آو ا داون است که در سال ۲۰۰۵ میلادی منتشر شد.